# 1792 في الولايات المتحدة
فيما يلي قوائم الأحداث التي وقعت خلال عام 1792 في الولايات المتحدة.

## سياسة

### انتهاء فترة المنصب
- 21 مارس – أنتوني واين عضو مجلس النواب الأمريكي.
- 8 أكتوبر – ريتشارد هنري لي عضو مجلس الشيوخ الأمريكي.
- 30 نوفمبر – تشارلز كارول من كارولتون عضو مجلس الشيوخ الأمريكي.

## مواليد

### يناير
- 1 يناير – ديفيد كونر ضابط من الولايات المتحدة الأمريكية.[1]

### فبراير
- 26 فبراير – جويل بارلو ساذرلاند سياسي أمريكي.[2]
- 29 فبراير – جون باين تود[3]

### أبريل
- 4 أبريل – ثاديوس ستيفنز سياسي أمريكي.[4]

### يونيو
- 20 يونيو – ريتشارد الفرنسية سياسي أمريكي.[5]
- 25 يونيو – كارلوس كوليدج سياسي أمريكي.[6]

### يوليو
- 8 يوليو – تشارلز ديان سياسي أمريكي.[7]
- 10 يوليو – جورج دالاس سياسي أمريكي.[8]

### سبتمبر
- 11 سبتمبر – جون غايل سياسي أمريكي.[9]

### أكتوبر
- 16 أكتوبر – إدوارد هاول سياسي أمريكي.[10]
- 24 أكتوبر – ريتشارد كايث كال سياسي من الولايات المتحدة الأمريكية.[11]

### نوفمبر
- 15 نوفمبر – إسحاق توكي سياسي أمريكي.

### ديسمبر
- 1 ديسمبر – فرانسيس جرانجر سياسي أميركي.[12]

## وفيات

### ديسمبر
- 8 ديسمبر – هنري لورنز (مواليد 1724) دبلوماسي من الولايات المتحدة الأمريكية.[13]